# Darkest Dungeon
Darkest Dungeon (dobesedno: »Najtemnejša temnica«) je videoigra igranja vlog ameriških razvijalcev Red Hook Studios, ki je izšla leta 2016 v založbi Merge Games. Po enoletnem obdobju testnega dostopa prek servisa Steam sta najprej izšli različici za Microsoft Windows in Mac OS X, ki so jim do leta 2018 sledile še predelave za PlayStation 4, PlayStation Vita, Linux,  iOS, Nintendo Switch in Xbox One.
Igralec upravlja z naborom junakov in z njimi raziskuje temnice, polne pošasti, pod gotskim dvorcem, ki ga je podedoval igralčev lik, ter razkriva mračne skrivnosti prejšnjega lastnika. Raziskovanje je zmes hoje po hodnikih v slogu ploščadnih iger in poteznega boja. Pomembno vlogo ima mehanika stresa – poleg življenjske energije ima vsak junak stopnjo stresa, ki se povečuje med raziskovanjem in bojevanjem. Če stres preseže določeno stopnjo, bo pridobil obolenje, ki lahko negativno vpliva nanj, ob znova preseženi stopnji pa bo doživel infarkt, ki ga lahko ubije. Igra sproti shranjuje položaj, tako da so vse igralčeve odločitve in njihove posledice trajne. Z zakladi iz temnic lahko igralec obnavlja vas pod dvorcem, kjer junaki počivajo (znižujejo stopnjo stresa), se zdravijo ter opremljajo.
Ob izidu je bila igra deležna pozitivnega odziva javnosti in kritikov; po podatkih založnika je bilo do novembra 2016 prodanih več kot milijon izvodov, prejela pa je tudi nekaj nagrad za neodvisno produkcijo. Kasneje je izšlo še več razširitev.